# وناری‌له‌لوم
ونری لاس لومس (به فرانسوی: Venarey-les-Laumes) یک کمون در فرانسه است که در Canton of Venarey-les-Laumes واقع شده‌است.

## خصوصیات
ونری لاس لومس ۱۰٫۲۳ کیلومترمربع مساحت و ۳٬۰۴۶ نفر جمعیت دارد و ۲۳۶ متر بالاتر از سطح دریا واقع شده‌است.